# أكلبترة صغيرة
أكلبترة صغيرة (الاسم العلمي: Acalyptris minimella) هي نوع من الحشرات تتبع جنس الأكلبترة من فصيلة السليلات.